# Ole Bjørn Sørensen
Ole Bjørn Heiring Sørensen (omtalt Ole Bjórn) (født 16. oktober 1988 i Viborg) er en dansk musiker, producer og sangskriver. Han er mest kendt som medlem af rockbandet Dúné, der har opnået stor succes i ind- og udland med deres blanding af rockmusik og elektroniske elementer, flere store hits samt de energiske koncerter.

## Historie
Ole Bjórn blev født i 1988 på Viborg Sygehus, og voksede op i Dalgas, mellem Sparkær og Gammelstrup, på en bondegård to km ud af en grusvej. Han gik i folkeskole på Sparkær Skole og efterskole på Klejtrup Musikefterskole, hvorefter han dimitterede med studentereksamen fra Viborg Gymnasium og HF.

### Dúné
Inden Ole Bjórn havde forladt folkeskole og gymnasium blev han i slutningen af 2003 medlem af rockgruppen Dúné, som på dette tidspunkt bestod af fem medlemmer. Sammen med skolekammeraten Danny Jungslund blev de medlem nummer seks og syv. Jungslund og Ole Bjórn gik på daværende tidspunkt sammen på Viborg Gymnasium. Inden at studenterhuen var trukket over hovedet var Ole Bjórn sammen med resten af Dúné på en omfattende Europaturné, som opfølgning på bandets succes med debutpladen We Are In There You Are Out Here, som udkom i foråret 2007. På dette tidspunkt og to år frem blev bandet fulgt af filminstruktør Uffe Truust, der lavede filmen Stages som udkom i 2009, og hvor Ole Bjórn fortæller meget åbenhjertigt om sin opvækst på godt og ondt.
Efter endt skolegang flyttede Ole Bjórn sammen med resten af medlemmerne i Dúné til København, for at være tættere på det musiske miljø i hovedstaden. I juli 2009 blev teltpælene atter rykket op, da hele bandet flyttede til Berlin. I sommeren 2013 flyttede Ole Bjórn tilbage til København, mens resten af bandet blev boende i den tyske hovedstad.
Udover at spille synthesizer og keyboard, medvirker Ole Bjórn oftest som backingvokal på Dúnés album og ved livekoncerter. På Echoes of December fra 2011 kan man finde den første Dúné sang, hvor det ikke er Mattias Kolstrup der synger lead. På sangen "It Shouldn't Be All" er det Ole Bjórn som har overtaget rollen som forsanger, mens Kolstrup synger kor.
I 2012 indspillede Dúné albummet Wild Hearts i deres eget studie i Berlin. Her fungerede Ole Bjórn for første gang som producer på et album. I 2016 producerede han også bandets sidste album ‘DELTA’ inden bandet gik, hver til sit i 2018.

### Som Producer
I 2010 medvirkede Ole Bjórn på det danske metal band Raunchys album A Discord Electric.
I sommeren 2012 producerede Bjórn i projektet på JOHANNs debut album, ligesom han har lavet forskellige ting for indiebandet Far Away From Fiji.
Ole Bjórn var i september 2013 producer på I'm All Ears album New Girl.
Ole Bjórn har også mixet "Se Mig Nu" med den danske artist Gulddreng, der nåede Nr. 1 på bl.a. Spotify. Han har desuden co-skrevet og produceret Clara hittet ‘Girl Like You’, ‘’I Morgen Er Der Også En Dag’’ med Andreas Odbjerg og ‘’Hard To Love’’ med Drew Sycamore. 